# Krzysztof Hajdas
Krzysztof Hajdas – polski funkcjonariusz Policji w stopniu inspektora, rzecznik prasowy Komendanta Głównego Policji.

## Życiorys
Do Milicji wstąpił w 1985. Zaczynał w komendzie rejonowej na Żoliborzu jako dzielnicowy.
Wieloletni pracownik i radca zespołu prasowego Komendy Głównej Policji i najbliższy współpracownik ówczesnego rzecznika prasowego inspektora Mariusza Sokołowskiego. Od 2014 do objęcia funkcji rzecznika prasowego Policji brał udział w wymianie międzynarodowej, pełniąc służbę na Bałkanach. W 2015 pełnił funkcję rzecznika prasowego Policji.